# آيت بن قسو زيلي (لمهطميين)
آيت بن قسو زيلي هو دُوَّار يقع بجماعة سيدي علال البحراوي، إقليم الخميسات، جهة الرباط سلا القنيطرة في المملكة المغربية. ينتمي الدوّار لمشيخة لمهطميين التي تضم 9 دواوير. يقدر عدد سكانه بـ 735 نسمة حسب الإحصاء الرسمي للسكان والسكنى لسنة 2004.

## وصلات خارجية
- البوابة الوطنية للجماعات الترابية
- المندوبية السامية للتخطيط